# Pro Cervignano Muscoli
MOSTRATITOLO
L'Associazione Sportiva Dilettantistica Pro Cervignano Ruda, nota semplicemente come Pro Cervignano, è una società calcistica italiana con sede nella città di Cervignano del Friuli, in provincia di Udine.

## Storia
L'A.S.D. Pro Cervignano Ruda è una della squadre più rilevanti nel panorama del calcio dilettantistico friulano, tanto da aver partecipato a tre campionati di Serie C negli anni quaranta.
Nel corso della propria storia la squadra giallo-blu si divide fra il primo ed il secondo livello del campionato dilettantistico regionale, ad eccezione di tre tornei nel Campionato Interregionale a metà anni ottanta.
Nelle ultime stagioni la Pro Cervignano dopo esser tornata in Eccellenza, è nuovamente retrocessa in Promozione nel 2013.
Al termine della stagione 2018-2019 conquista il Campionato di Promozione e ritorna in Eccellenza dopo sei anni di assenza.
Torna in Promozione al termine della stagione sportiva 2022-2023, categoria nella quale milita ancora oggi.

## Palmarès

### Competizioni regionali
- Promozione: 3

1982-1983 (girone friulano), 1985-1986 (girone friulano), 2018-2019 (girone friulano).

### Altri piazzamenti
- Serie C:

Secondo posto: 1946-1947 (girone I)
- Eccellenza:

Terzo posto: 2009-2010
- Promozione:

Secondo posto: 1971-1972, 1972-1973, 1978-1979, 1981-1982
Terzo posto: 1973-1974, 1975-1976, 1979-1980
- Coppa Italia Dilettanti:

Semifinalista: 1970-1971